# Organització territorial d'Àustria
Àustria es divideix en nou Estats Federals (Bundesländer), cadascun d'ells amb el seu propi govern. La capital, Viena, constitueix un estat que abasta únicament el municipi.
L'organització polític-administrativa del país va patir grans modificacions al llarg del segle xx. Primer a causa de la desintegració de l'Imperi Austrohongarès, més tard a causa de l'Anschluss i finalment després dels esdeveniments que van seguir al final de la Segona Guerra Mundial.

## Estats d'Àustria
| Estat | Estat                                     | Capital          | Ubicació a Àustria |
| ----- | ----------------------------------------- | ---------------- | ------------------ |
|       | Burgenland (B)                            | Eisenstadt       |                    |
|       | Caríntia (K) (de: Kärnten)                | Klagenfurt       |                    |
|       | Baixa Àustria (NÖ) (de: Niederösterreich) | St. Pölten       |                    |
|       | Alta Àustria (OÖ) (de: Oberösterreich)    | Linz             |                    |
|       | Salzburg (S)                              | Salzburg         |                    |
|       | Estíria (St) (de: Steiermark)             | Graz             |                    |
|       | Tirol (T)                                 | Innsbruck        |                    |
|       | Vorarlberg (V)                            | Bregenz          |                    |
|       | Viena (W) (de: Wien)                      | Viena (de: Wien) |                    |
|       | Àustria (de: Österreich)                  | Viena (de: Wien) |                    |

## Superfície i població
| Estat         | Població (2022) | Extensió (km²) | Densitat (hab/km²) | Districtes (2022) | Municipis (2022) |
| ------------- | --------------- | -------------- | ------------------ | ----------------- | ---------------- |
| Burgenland    | 297.583         | 3.965          | 75                 | 13                | 158              |
| Caríntia      | 564.513         | 9.537          | 59                 | 17                | 115              |
| Baixa Àustria | 1.698.796       | 19.180         | 89                 | 76                | 497              |
| Alta Àustria  | 1.505.140       | 11.983         | 126                | 32                | 406              |
| Salzburg      | 560.710         | 7.155          | 78                 | 11                | 108              |
| Estíria       | 1.252.922       | 16.399         | 76                 | 35                | 251              |
| Tirol         | 764.102         | 12.648         | 60                 | 11                | 266              |
| Vorarlberg    | 401.674         | 2.602          | 154                | 5                 | 91               |
| Viena         | 1.931.593       | 415            | 4.654              | 1                 | 1                |
| Àustria       | 8.978.929       | 83.883         | 107                | 201               | 2072             |